# 麗雅南鰍
麗雅南鰍（學名：Schistura liyaiensis）為輻鰭魚綱鯉形目條鰍科南鰍屬的其中一種。分布於亞洲印度曼尼普爾邦Barak流域，體長可達4.2公分，棲息在河川底層水域，生活習性不明。

## 扩展阅读
維基物種上的相關：麗雅南鰍